# صندوق كرتون

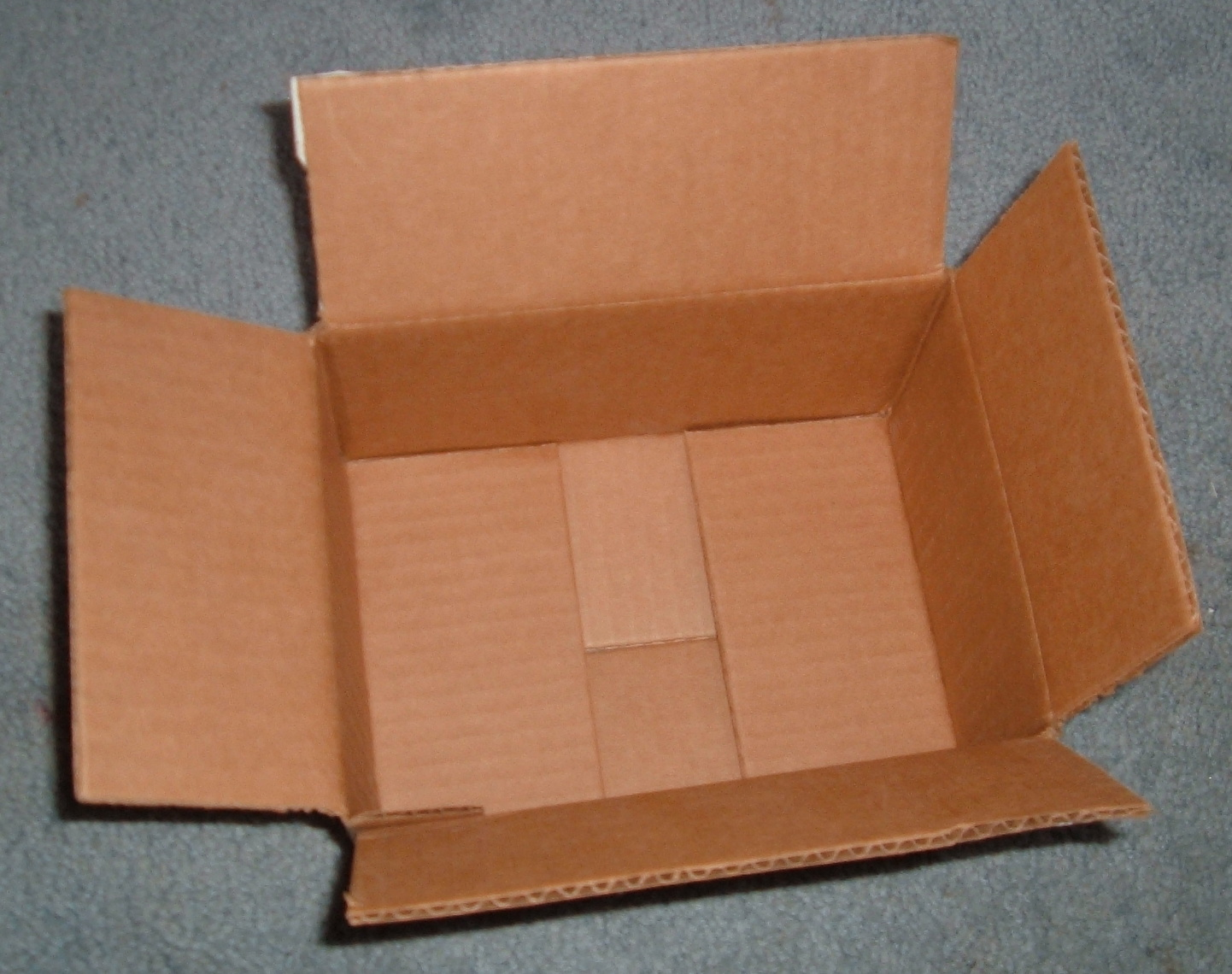
صندوق كرتون

صندوق كرتون هو أحد أنواع الصناديق المصنوع من الكرتون ويُستخدم في المقام الأول لتغليف السلع والمواد ويمكن أيضا إعادة تدويرها. نادرًا ما يستخدم المتخصصون في الصناعة مصطلح الكرتون لأنه لا يشير إلى مادة معينة.
قد يشير مصطلح الكرتون إلى مجموعة متنوعة من المواد الشبيهة بالورق السميك، بما في ذلك ورق البطاقات أو اللوح الليفي المموج أو الورق المقوى. قد يعتمد معنى المصطلح على اللغة والمحتويات والبناء والاختيار الشخصي.